# Zentristisch Demokratische Internationale
Die Zentristisch Demokratische Internationale („International Demócrata de Centro – Centrist Democrat International“ (IDC-CDI), informell oft „Christlich Demokratische Internationale“ genannt) ist ein Weltverband christdemokratischer, zentristischer und christlich-sozialer Parteien.

## Geschichte
1961 in Santiago de Chile als „Christlich-Demokratische Weltunion“ gegründet, veröffentlichte die Organisation am 11. Juni 1976 ihr politisches und ideologisches Manifest. Die Umbenennung in Christlich Demokratische Internationale erfolgte 1982. Der aktuelle Name, seit 1999, soll auch die Integration von Parteien ermöglichen, die sich nicht zum Christentum bekennen, sich aber in der politischen Mitte oder leicht rechts von ihr positionieren, zum Beispiel bürgerliche Volksparteien. Sitz der Organisation ist Brüssel. Zu den Vorgängerorganisationen, auf die sich die CDI beruft, gehört das 1925 gegründete Secrétariat International des Partis Démocratiques d’Inspiration Chrétienne (SIPDIC), die Organización Demócrata Cristiana de América (ODCA, 1945), die Nouvelles Équipes Internationales (NEI, 1948) und die Christian Democratic Union of Central Europe (CDUCE, 1950). Diese drei gründeten 1960 das Christian Democratic International Information and Documentation Centre (CDI-IDC).
Präsident der Christlich Demokratischen Internationale ist Andrés Pastrana von der kolumbianischen Partido Conservador Colombiano. Ihm zur Seite stehen 15 Stellvertreter, darunter Elmar Brok (CDU). Generalsekretär ist der spanische Europaabgeordnete Antonio López-Istúriz White (PP).

## Mitglieder
Wichtige Mitglieder sind die deutsche CDU, die christdemokratischen Parteien Skandinaviens (zum Beispiel Kristdemokraterna in Schweden), die Les Républicains Frankreichs, der Christen-Democratisch Appèl in den Niederlanden, die Partido Popular Spaniens sowie die zahlreichen christdemokratischen und christlich-sozialen Parteien Lateinamerikas, die teilweise auch links der Mitte angesiedelt sind (zum Beispiel Partido Demócrata Cristiano de Chile). Die Entsprechung der CDI auf europäischer Ebene ist die Europäische Volkspartei.

### Vollmitglieder
Folgende Parteien sind Vollmitglieder der Christlichen Demokratischen Internationale:
- Albanien: Demokratische Partei Albaniens
- Algerien: Nationale Demokratische Sammlung
- Andorra: Centre Demòcrata Andorra
- Angola: União Nacional para a Independência Total de Angola
- Äquatorialguinea: Acción Popular de Guinea Ecuatorial
- Argentinien: Movimento Associativo Italiani all’Estero und Partido Demócrata Cristiano
- Armenien: Armenische Wiedergeburt, Erbe und Republikanische Partei Armeniens
- Aruba: Arubaanse Volkspartij
- Aserbaidschan: Neues Aserbaidschan
- Bangladesch: Bangladesh Nationalist Party
- Belarus: Belarussische Christdemokratie
- Belgien: Christen-Democratisch en Vlaams
- Botswana: Botswana National Front
- Brasilien: Democratas und Partido da Social Democracia Brasileira
- Bulgarien: Sajus na Demokratitschnite Sili
- Burkina Faso: Union pour la République
- Chile: Partido Demócrata Cristiano de Chile und Renovación Nacional
- Curaçao: Nationale Volkspartij
- Dänemark: Kristendemokraterne
- Demokratische Republik Kongo: Mouvement de Libération du Congo
- Deutschland: Christlich Demokratische Union
- Dominikanische Republik: Partido Dominicanos por el Cambio und Partido Reformista Social Cristiano
- Ecuador: Democracia Popular und Creando Oportunidades
- Elfenbeinküste: Rassemblement des Républicains
- El Salvador: Partido Demócrata Cristiano
- Frankreich: Les Républicains
- Gabun: Parti Démocratique Gabonais
- Georgien: Europäisches Georgien – Bewegung für Freiheit
- Griechenland: Nea Dimokratia
- Guinea: Parti de l'espoir pour le développement national
- Guinea-Bissau: Partido para a Renovação Social
- Honduras: Partido Nacional de Honduras
- Indonesien: Partai Kebangkitan Bangsa
- Irland: Fine Gael
- Italien: Unione di Centro
- Kambodscha: Front Uni National pour un Cambodge Indépendant, Neutre, Pacifique, et Coopératif und Kambodschanische Volkspartei
- Kap Verde: Movimento para a Democracia
- Kenia: Wiper Democratic Movement
- Kolumbien: Colombia Justa Libres, Nueva Fuerza Democrática, Partido Conservador Colombiano und Centro Democrático
- Kroatien: Hrvatska demokratska zajednica
- Kuba: Movimiento Cristiano Liberación und Partido Demócrata Cristiano
- Libanon: Union chretienne-démocrate libanaise und Kata’ib
- Madagaskar: Malagasy Miara-Miainga
- Malawi: Malawi Congress Party
- Mali: Union pour la république et la démocratie
- Malta: Partit Nazzjonalista
- Marokko: Istiqlal
- Mauretanien: Union pour la Démocratie et le Progrès und Union pour la République
- Mauritius: Parti Mauricien Social Démocrate
- Mexiko: Partido Acción Nacional
- Mosambik: Movimento Democrático de Moçambique und Resistência Nacional Moçambicana
- Niederlande: Christen-Democratisch Appèl
- Panama: Partido Popular
- Paraguay: Partido Demócrata Cristiano
- Peru: Partido Popular Cristiano
- Philippinen: Laban ng Demokratikong Pilipino und Lakas-CMD
- Portugal: Partido Social Democrata
- Rumänien: Partidul Național Liberal, Demokratische Union der Ungarn in Rumänien und Romániai Magyar Kereszténydemokrata Párt
- San Marino: Partito Democratico Cristiano Sammarinese
- São Tomé und Príncipe: Acção Democrática Independente
- Schweden: Kristdemokraterna
- Schweiz: Die Mitte
- Senegal: Union centriste du Sénégal und Bloc des centristes Gaïndé
- Serbien: Allianz der Vojvodiner Ungarn und Demokratska stranka Srbije
- Slowakei: Partei der ungarischen Gemeinde und Kresťanskodemokratické hnutie
- Slowenien: Neues Slowenien und Slowenische Demokratische Partei
- Spanien: Partido Popular
- Taiwan: Kuomintang
- Tschechien: Křesťanská a demokratická unie – Československá strana lidová
- Ukraine: Partei der Ungarn der Ukraine
- Ungarn: Fidesz – Ungarischer Bürgerbund und Kereszténydemokrata Néppárt
- Venezuela: Comité de Organización Política Electoral Independiente
- Zypern: Dimokratikos Synagermos

### Beobachter
- Äquatorialguinea: Partido Unión Popular

### Verbindungen
- Europäische Volkspartei
- Organización Demócrata Cristiana de América
- National Democratic Institute for International Affairs

## Verhältnis zur IDU
Neben der CDI gibt es auch die 1983 gegründete Internationale Demokratische Union (IDU), die im Allgemeinen als weiter rechts stehend und stärker marktliberal eingeschätzt wird als die eher in der Mitte verankerte und stärker kommunitarisch orientierte CDI. Es gibt hier allerdings viele Überschneidungen, wie auch gemeinsame Mitglieder. Die CDU beispielsweise gehört beiden Organisationen an. Insbesondere in Lateinamerika hat es einen regelrechten Wettbewerb zwischen CDI und IDU um Mitgliedsparteien gegeben, die dortige Regionalorganisation der CDI (Organización Demócrata Cristiana de América, ODCA) lehnte Doppelmitgliedschaften in der IDU ab.